# Chionaspis lintneri
Chionaspis lintneri är en insektsart som beskrevs av Comstock 1883. Chionaspis lintneri ingår i släktet Chionaspis och familjen pansarsköldlöss. Inga underarter finns listade i Catalogue of Life.